# Al Fashir
Al Fashir   (în arabă الفاشر) este un oraș  în  Sudan. Este reședinta  statului Darfur de Nord.